# Hemi-Sync
Hemi-Sync és una marca registrada per a un procés patentat que s'utilitza per crear patrons d’àudio que contenen ritmes binaurals, i que es comercialitzen en forma de CD d’àudio. Interstate Industries Inc., és l'empresa creada pel fundador d'Hemi-Sync, i Robert Monroe, és propietària de la tecnologia Hemi-Sync.
Hemi-Sync és el nom curt per Hemispheric Sincronització, també conegut com a brainwave synchronization. Monroe explicà que la tècnica sincronitza els dos hemisferis del cervell, així creant un 'freqüència-resposta' dissenyada per evocar efectes concrets. Hemi-Sync ha estat utilitzat per molts propòsits, incloent-hi relaxació i inducció de son, aprenentatge i ajuda de la memòria a aquells amb dificultats físiques i mentals, i assolint alterar estats de consciència a través de l'ús de so.
La tècnica consisteix a utilitzar ones sonores per estimular ones cerebrals. Monroe ha afirmat que, escoltant amb auriculars, els cervells responen produint un tercer so (anomenats batecs binaurals) que afavoreix canvis d'activitat de les ones cerebrals. El 2002, una presentació de la Universitat de Virgínia a la Society for Psychophysiological Research va examinar l’afirmació de Monroe. La presentació va demostrar que els canvis en l'electroencefalograma no es van produir quan els auriculars electromagnètics estàndard de la configuració de Monroe van ser substituïts per uns auriculars de conducció d'aire, que estaven connectats a un transductor remot per tubs de goma.
Els assaigs aleatoritzats duplicats en pacients anestesiats han trobat Hemi-Sync podria ser efectiu com a substitutiu parcial del fentanil durant la cirurgia. Un estudi similar va trobar que era ineficaç en substituir el propofol.